# NGC 3037
NGC 3037 (również PGC 28381) – magellaniczna galaktyka spiralna z poprzeczką (SBm), znajdująca się w gwiazdozbiorze Hydry. Odkrył ją John Herschel 26 marca 1835 roku.